# 九龍城政府合署

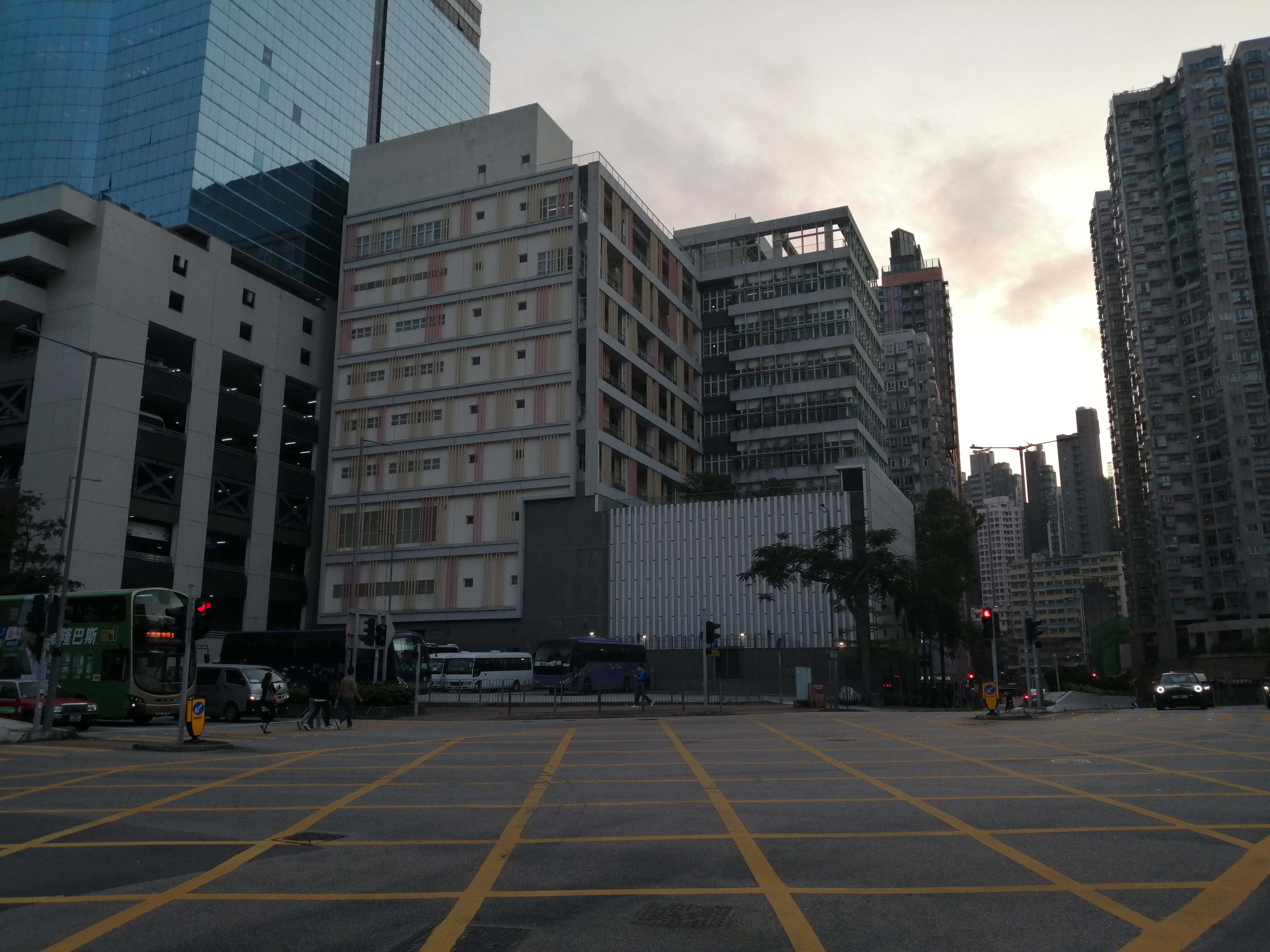
九龍城政府合署大樓

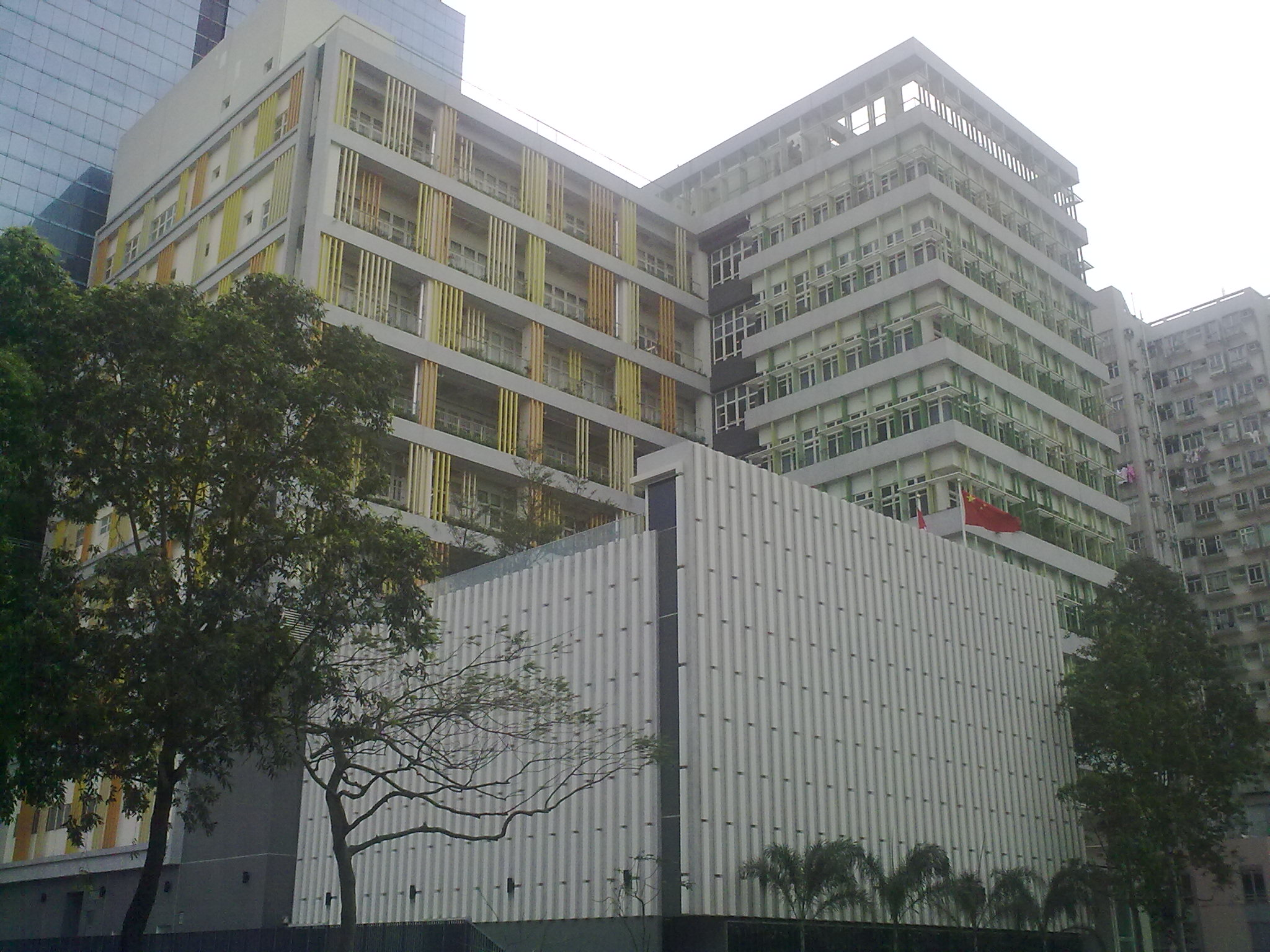
九龍城政府合署

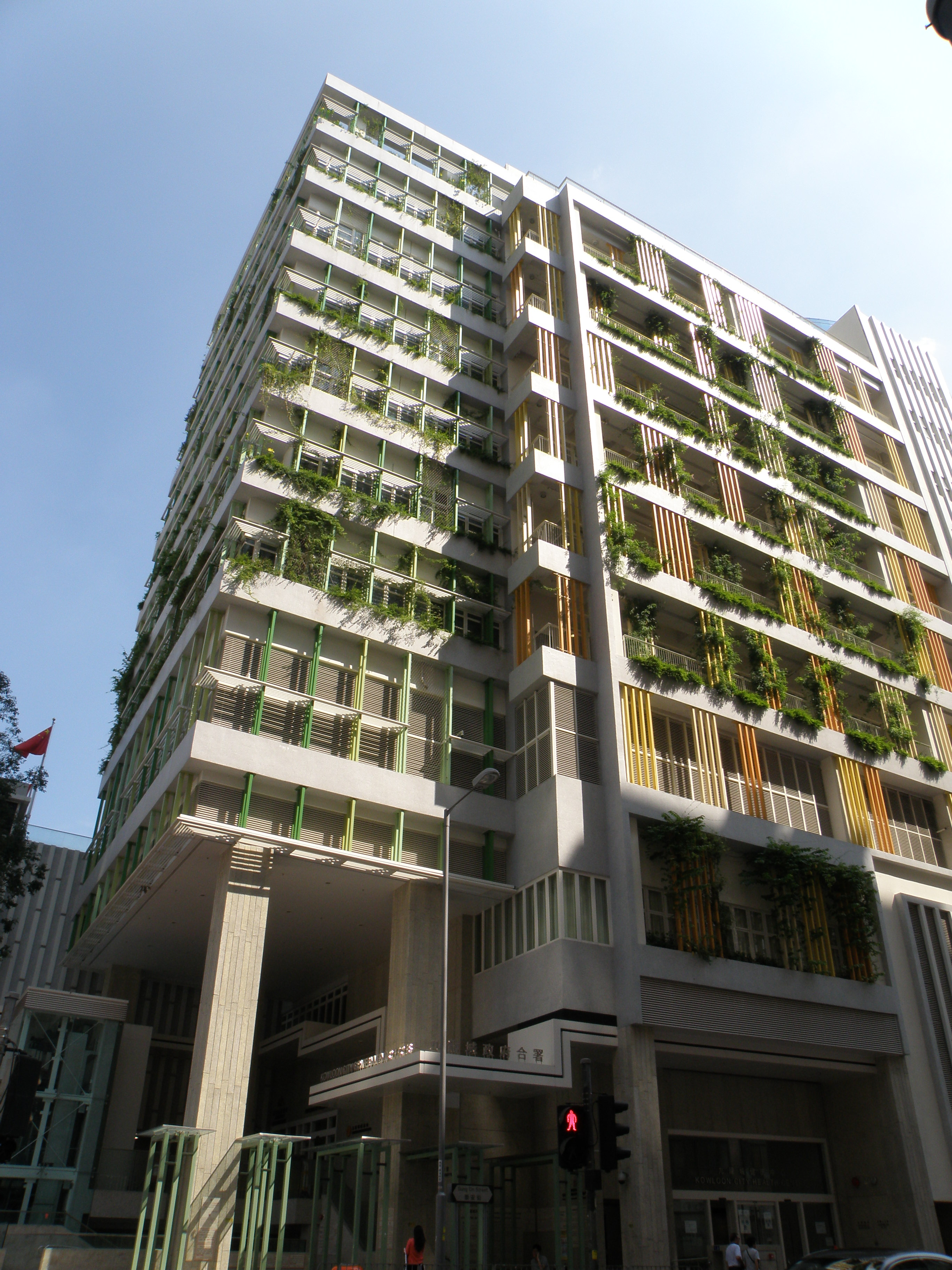
九龍城政府合署西面

九龍城政府合署（英語：Kowloon City Government Offices），是香港的一座政府辦公大樓，位於香港九龍紅磡庇利街42號。九龍城政府合署從2010年動工，在2013年第二季落成啟用。

## 歷史
2013年5月13日至21日，九龍城民政事務處、九龍城區議會及秘書處依次遷入九龍城政府合署。
2013年10月18日，位於九龍城政府合署的紅磡社區會堂正式啟用，並由民政事務局局長曾德成主持開幕儀式。

## 地名争议
雖然政府合署命名為「九龍城」政府合署，但不是位於九龍城，而是位於九龍城區的紅磡；因此不少人誤以為位於九龍城的九龍城市政大廈為九龍城政府合署。

## 設施
- 九龍城民政事務處總辦事處及各分處
- 紅磡社區會堂
- 九龍城母嬰健康院
- 九龍公務員診所
- 政府牙科診所

自落成後，多屆立法會選舉及區議會選舉均在此設置票站。

## 樓層分佈
- 8/F 九龍城民政事務處
- 7/F 九龍城區議會
- 3/F - 6/F 為九龍城健康中心
  - 6/F 九龍公務員診所
  - 5/F 藥房
  - 4/F 九龍城母嬰健康院
  - 3/F 九龍城牙科診所
- 1/F 多用途活動室、舞台會客室、會議室
- UG/F 紅磡社區會堂
- LG/F 九龍城民政諮詢中心

## 交通
政府合署不遠處的陽光廣場外設有巴士站，另外兩條小巴路線也途經政府合署。此外，步行數分鐘到馬頭圍道和漆咸道北的巴士站，有多線巴士途經。